# Tether (criptomoneda)
Tether (también referida por su ticker USDT y USD₮) es una criptomoneda cuyas fichas son emitidas por Tether Limited. Anteriormente desde la compañía afirmaron que cada token estaba respaldado por un dólar estadounidense, pero el 14 de marzo de 2019 cambió el respaldo para incluir préstamos a empresas afiliadas. El intercambio de Bitfinex fue acusado por el fiscal general de Nueva York de usar los fondos de Tether para cubrir $850 millones en fondos faltantes desde mediados de 2018.
Tether se considera una moneda estable porque originalmente se diseñó para que valiera siempre $1.00, manteniendo $1.00 en reservas por cada Tether emitido. Sin embargo, la compañía afirma que los propietarios de amarres no tienen ningún derecho contractual, otros reclamos legales o garantía de que los amarres se canjearán o cambiarán por dólares. El 30 de abril de 2019, el abogado de Tether Limited afirmó que cada atadura estaba respaldada por solo $0,74 en efectivo y equivalentes de efectivo.
Tether Limited y su criptomoneda tiene su controversia debido al supuesto papel de la compañía en la manipulación del precio de bitcoin, una relación poco clara con el intercambio de Bitfinex, su falta de una relación bancaria a largo plazo y el fracaso de la compañía para proporcionar una auditoría prometida que muestre las reservas adecuadas que respalden el token de Tether. El autor David Gerard fue citado por el Wall Street Journal diciendo que Tether "es una especie de banco central del comercio de cifrado... [sin embargo] no se comportan como cabría esperar de una institución financiera responsable y sensata". El precio de Tether disminuyó a mínimos de $0.90 el 15 de octubre de 2018 debido a la especulación de que los inversores estaban perdiendo la fe en el token. El 20 de noviembre de 2018, Bloomberg informó que los fiscales federales de Estados Unidos estaban investigando si se utilizó Tether para manipular el precio de bitcoin. En 2019, Tether superó a Bitcoin en volumen de operaciones con el mayor volumen de operaciones diario y mensual de todas las criptomonedas del mercado.
En 2022, Tether Limited anunció la creación de MXNT, un token que mantiene paridad con el peso mexicano con el que se pretende abordar el sector de las remesas. Tether tiene acuerdos de colaboración secretos con el Servicio Secreto de los Estados Unidos y el FBI.

## Historia
Al publicar un documento técnico en línea en enero de 2012, JR Willett describió la posibilidad de construir nuevas criptomonedas, además del Protocolo de Bitcoin. Continuó ayudando a implementar esta idea en la criptomoneda Mastercoin, que tenía una Fundación Mastercoin asociada (más tarde rebautizada como Fundación Omni para promover el uso de esta nueva "segunda capa". El protocolo Mastercoin se convertiría en la base tecnológica de la criptomoneda Tether, y uno de los miembros originales de la Fundación Mastercoin, Brock Pierce, se convertiría en cofundador de Tether. Otro fundador de Tether, Craig Sellars, fue el director de tecnología de la Fundación Mastercoin.
El precursor de Tether, originalmente llamado "Realcoin", fue anunciado en julio de 2014 por los cofundadores Brock Pierce, Reeve Collins y Craig Sellars como una startup con sede en Santa Mónica. Los primeros tokens se emitieron el 6 de octubre de 2014 en la cadena de bloques de Bitcoin. El 20 de noviembre de 2014, el CEO de Tether, Reeve Collins, anunció que el proyecto cambiaría de nombre a "Tether".[cita requerida] La compañía también anunció que estaba ingresando a una beta privada, que admitía un "token Tether +" para tres monedas: USTether (US+) para dólares estadounidenses, EuroTether (EU+) para euros y YenTether (JP+) para yenes japoneses. La compañía dijo que "cada token de Tether + está respaldado al 100% por su moneda original y puede canjearse en cualquier momento sin exposición al riesgo cambiario". El sitio web de la empresa indica que está constituida en Hong Kong con oficinas en Suiza, sin dar detalles.
En enero de 2015, el operador de criptomonedas Bitfinex habilitó el comercio de Tether en su plataforma. Si bien los representantes de ambas firmas afirmaron que se encontraban separados, las filtraciones de Paradise Papers publicadas en noviembre de 2017 nombraron a los funcionarios de Bitfinex, Philip Potter y Giancarlo Devasini, como responsables de establecer Tether Holdings Limited en las Islas Vírgenes Británicas. Un portavoz de Bitfinex y Tether han dicho que el CEO de ambas firmas es Jan Ludovicus van der Velde. Según el sitio web de Tether, es una subsidiaria de propiedad total de Tether Holdings Limited. Bitfinex es uno de los intercambios de Bitcoin más grandes del mundo por volumen.
Durante un tiempo, Tether procesó transacciones en dólares estadounidenses a través de bancos taiwaneses que, a su vez, enviaban el dinero a través del banco Wells Fargo para permitir que los fondos se movieran fuera de Taiwán. Tether anunció que el 18 de abril de 2017, estas transferencias internacionales habían sido bloqueadas. Junto con Bitfinex, presentó una demanda contra Wells Fargo en el Tribunal de Distrito de Estados Unidos para el Distrito Norte de California. Sin embargo, la demanda fue retirada una semana después.[cita requerida]
En junio de 2017, la fundación Omni y Charlie Lee anunciaron que pronto emitirían Tether en la capa Omni de Litecoin. En septiembre, anunciaron que comenzarían a lanzar tokens ERC-20 adicionales por dólares estadounidenses y euros en la cadena de bloques Ethereum. La compañía luego confirmó que se emitieron los tokens de ethereum y, actualmente, hay un total de cinco tokens Tether distintos: atadura del dólar estadounidense en la capa Omni de Bitcoin, atadura del euro en la capa Omni de Bitcoin, atadura del dólar estadounidense como token ERC-20 y atadura del euro como token ERC-20, y agregado en 2020 dólar de los Estados Unidos como un token TRC-20 en la red TRON.
Desde enero de 2017 hasta septiembre de 2018, la cantidad de ataduras pendientes aumentó de $10 millones a $2,8 mil millones. A principios de 2018, Tether representaba aproximadamente el 10% del volumen de comercio de bitcoin y, llegando a la temporada de verano, representaba hasta el 80% del volumen de bitcoin. La investigación sugirió que un esquema de manipulación de precios que involucró la Tether representó aproximadamente la mitad del aumento de precio en bitcoin a fines de 2017. En agosto de 2018 se emitieron más de $500 millones de Tethers.
El 15 de octubre de 2018, el precio cayó brevemente a $0,88 debido al riesgo crediticio percibido, ya que los operadores de Bitfinex intercambiaron el Tether por bitcoin, lo que produjo el alza del precio de esta última.
Tether Limited nunca fundamentó su reclamo de respaldo total mediante una auditoría prometida de sus reservas de divisas.
En 2018 Tether utilizó compañías fantasma para esquivar regulaciones y mover dinero relacionado al grupo terrorista Hamás.
En abril de 2019, la procuradora general de Nueva York, Letitia James, inició una demanda acusando a Bitfinex de utilizar las reservas de Tether para cubrir una pérdida de $850 millones. Según la demanda, Bitfinex no había podido obtener una relación bancaria normal, por lo que depositó más de mil millones de dólares en un procesador de pagos panameño conocido como "Crypto Capital Corp". Los fondos supuestamente eran depósitos corporativos y de clientes combinados, y jamás se firmó un contrato con el porcesador de pagos. James alegó que en 2018, Bitfinex y Tether, sabían o sospechaban que Crypto Capital se había fugado con el dinero, pero que sus inversores jamás fueron notificados de la pérdida. 
Reggie Fowler, quien supuestamente tenía conexiones con Crypto Capital, fue acusado el 30 de abril de 2019 por dirigir un negocio de transferencias de dinero sin licencia para comerciantes de divisas virtuales. Se estima que fracasó en devolver alrededor de $850 millones a un cliente no identificado. Los investigadores también incautaron 14.000 dólares en moneda falsa de su oficina. Tether se ejecuta en Ethereum y se ha vinculado a la congestión de su red. El 23 de febrero, el fiscal general James declaró que Tether había mentido sobre sus reservas para cubrir pérdidas.

## Presunta manipulación de precios

### Investigación académica
La investigación de Griffin y Shams descubrió que los precios de Bitcoin aumentaban después de que Tether acuñara nuevos USD₮ durante las caídas del mercado. Especulan que se trata de un intento de manipulación del mercado. Estas conclusiones fueron impugnadas por la bolsa de criptomonedas Bitfinex, que alegó que los autores habían seleccionado datos y carecían de un conjunto de datos completo. Investigadores posteriores encontraron poca o ninguna evidencia de que los eventos de acuñación de Tether USD₮ influyeran en los precios de Bitcoin, apoyando la crítica de Bitfinex. En 2022, la investigación encontró que los precios de Bitcoin sólo aumentaron cuando Whale Alert tuiteó al público que Tether había acuñado USDT, apoyando una respuesta clásica de los inversores a los anuncios de noticias. La investigación académica que siguió al estudio de Griffin y Shams no concluyó que Tether manipulara Bitcoin El director general de Tether y Bitfinex comentó el debate académico: "Bitfinex ni Tether están, ni han estado nunca, involucrados en ningún tipo de manipulación del mercado o de los precios. Las emisiones de Tether no pueden utilizarse para apuntalar el precio de Bitcoin o de cualquier otra moneda/token en Bitfinex".

### Otras investigaciones
Los reporteros de Bloomberg, al revisar las acusaciones de que los precios de las ataduras fueron manipulados en el intercambio de Kraken, encontraron evidencia de que estos precios también fueron manipulados. Las señales de alerta incluían pedidos pequeños que movían el precio tanto como pedidos más grandes y "tamaños de pedidos extrañamente específicos, muchos de los cuales llegan a cinco decimales, y algunos se repiten con frecuencia". Estas órdenes de sospechoso tamaño podrían haber sido utilizadas para señalar operaciones de lavado en programas de negociación automatizada.
De acuerdo con el sitio web de Tether, el token puede ser emitido nuevamente o redimido mediante compra de dólares e intercambios con clientes corporativos cualificados que excluyen a los clientes basados en los EE. UU. El periodista Jon Evans declaró que no ha sido capaz de encontrar ejemplos verificables de una compra de Tether emitido nuevamente o una redención durante el año fiscal que termina en agosto de 2018.
JL van der Velde, director ejecutivo de Bitfinex y Tether, negó las afirmaciones: "Ni Bitfinex ni Tether están, ni han participado nunca, en ningún tipo de manipulación de precios o de mercado. Las emisiones de Tether no se pueden utilizar para apuntalar el precio de bitcoin o cualquier otra moneda / token en Bitfinex".
Las citaciones de la Comisión de Comercio de Futuros de Productos Básicos de EE. UU. fueron enviadas a Tether y Bitfinex el 6 de diciembre de 2017. El ex auditor de Tether, Friedman LLP, también recibió una citación. Informaron que Noble Bank en Puerto Rico estaba manejando transferencias de dólares para Tether. Noble, a su vez, utilizó al Bank of New York Mellon Corporation como su custodio. A partir de octubre de 2018, Noble Bank se puso a la venta e informaron que ya no tiene relaciones bancarias con Tether, Bitfinex o Bank of New York Mellon. Aunque Bitfinex carece de conexiones bancarias para aceptar depósitos en dólares, ha negado su insolvencia.
Tether anunció una nueva relación bancaria con Deltec Bank con sede en Bahamas en noviembre de 2018, publicando una carta (supuestamente de Deltec) que decía que tenía 1.800 millones de dólares en depósito en el banco. La carta tenía dos párrafos y estaba firmada con un garabato ilegible, sin el nombre del autor impreso. Un portavoz de Deltec se negó a confirmar la información en la carta a los reporteros de Bloomberg.
Algunos estudios argumentaron que el uso de Tether en el comercio de intercambios de criptomonedas ha dado lugar a estrategias comerciales de arbitraje entre países. De hecho, incluso se ha pensado que el comercio de arbitraje de Tether en países con una prima de Bitcoin baja a una prima de Bitcoin alta representa hasta el 80% de todos los retornos de Bitcoin en estos intercambios.

## Seguridad y liquidez
Tether afirma que tiene la intención de mantener todos los dólares de los Estados Unidos en reserva para poder cumplir con los retiros de los clientes cuando lo soliciten, aunque no pudo cumplir con todas estas solicitudes en 2017. Pretende hacer transparentes las tenencias de cuentas de reserva a través de una auditoría externa; sin embargo, no existen tales auditorías y, en enero de 2018, anunció que ya no tenían una relación con su auditor.[cita requerida]
Aproximadamente $31 millones en tokens USDT fueron robados de Tether en noviembre de 2017. El análisis posterior del libro mayor distribuido de Bitcoin mostró una estrecha conexión entre el hack de Tether y el hack de Bitstamp de enero de 2015.[cita requerida] En respuesta al robo, Tether suspendió el comercio y declaró que lanzaría un nuevo software para implementar una "bifurcación dura" de emergencia con el fin de convertir en intransferibles todos los tokens que Tether identificó como robados. Declaró que, a partir del 19 de diciembre de 2017, se volvió a habilitar los servicios limitados de billetera de criptomonedas y a procesar la acumulación de operaciones pendientes.[cita requerida]

## Preguntas sobre las reservas en dólares
Tether ha declarado en múltiples ocasiones que sus tokens en circulación están respaldados uno a uno por dólares estadounidenses depositados en cuentas bancarias. Sin embargo, hasta la fecha no ha presentado una auditoría completa e independiente que confirme tal respaldo.
En junio de 2018, la compañía publicó en su sitio web un informe elaborado por el bufete de abogados Freeh, Sporkin & Sullivan LLP (FSS), que señalaba que las emisiones de Tether estaban respaldadas por reservas bancarias equivalentes. No obstante, el propio FSS advirtió que «no es una empresa de contabilidad» y que su revisión «no debe interpretarse como el resultado de una auditoría ni fue realizada conforme a las Normas de Auditoría Generalmente Aceptadas».
Stuart Hoegner, abogado de Tether, afirmó que obtener una auditoría formal era complicado, señalando que «las cuatro grandes empresas de auditoría consideran un anatema asumir ese nivel de riesgo» y que, en su lugar, habían optado por lo que consideraban «la mejor opción» disponible.[cita requerida]
Durante una investigación por presunta manipulación del mercado abierta por la Comisión de Negociación de Futuros de Productos Básicos de Estados Unidos, Phil Potter —director de estrategia de Bitfinex y ejecutivo de Tether Limited— dejó la compañía en 2018.  
La investigación seguía en curso a noviembre de ese año, según informó Bloomberg.